# Profondeville
Profondeville là một đô thị ở tỉnh Namur. Tại thời điểm ngày 1 tháng 1 năm 2006, Profondeville có dân số 11.367 người. Tổng diện tích là 50,34 km² và mật độ dân số là 226 người trên mỗi km².
Các làng:
Arbre, Bois-de-Villers, Lesve, Lustin và Rivière.